# Ponta Delgada (Santa Cruz das Flores)
Ponta Delgada is een plaats (freguesia) in de Portugese gemeente Santa Cruz das Flores en telt 453 inwoners (2001).